# Gens Manlia
I Manlii furono una gens romana patrizia, i cui membri ebbero incarichi nelle magistrature per tutta la durata della Repubblica romana. Ebbero come cognomen Capitolino, Torquato e Vulsone e, più raramente, Cincinnato e Acidino.
Alcuni membri della gens Manlia:
- Gneo Manlio Cincinnato, console nel 480 a.C.;
- Aulo Manlio Vulsone, console nel 474 a.C.;
  - Aulo Manlio Vulsone, figlio del precedente, decemviro nel 451 a.C.;
    - Aulo Manlio Vulsone Capitolino, figlio del precedente, tribuno consolare nel 405, 402 e 397 a.C.;
    - Marco Manlio Vulsone, fratello del precedente, tribuno nel 420 a.C.;
- Marco Manlio Capitolino, tribuno nel 434 a.C.;
- Lucio Manlio Capitolino, tribuno nel 422 a.C.;
- Publio Manlio Vulsone, tribuno nel 400 a.C.;
- Publio Manlio Vulsone Capitolino, tribuno nel 396 a.C.;
- Marco Manlio Capitolino, console nel 392 a.C.;
- Aulo Manlio Capitolino, tribuno nel 389, 385, 383 e 370 a.C.;
- Gneo Manlio Capitolino, magister equitum nel 385 a.C.;
- Gaio Manlio Capitolino, tribuno nel 379 a.C.;
- Publio Manlio Capitolino, tribuno nel 379 e 367 a.C. e dittatore nel 368 a.C.;
- Lucio Manlio Capitolino Imperioso, dittatore nel 363 a.C.;
  - Tito Manlio Torquato Imperioso, figlio del precedente, dittatore nel 353 e 349 a.C. e console nel 347, 344 e 340 a.C.;
    - Tito Manlio Torquato, figlio del precedente, console nel 235 e 224 a.C., censore nel 231 a.C. e dittatore nel 208 a.C.;
      -         - Tito Manlio Torquato, nipote del precedente, console nel 165 a.C.;
        - Aulo Manlio Torquato, fratello del precedente, console nel 164 a.C.;
          - Lucio Manlio Torquato, discendente del precedente, console nel 65 a.C. e censore nel 64 a.C.;

      - Tito Manlio Torquato, prozio del precedente, console nel 299 a.C.;
        - Aulo Manlio Torquato Attico, figlio del precedente, censore nel 247 a.C. e console nel 244 e 241 a.C.;
- Gneo Manlio Capitolino Imperioso, console nel 359 e 357 a.C. e censore nel 351 a.C.;
- Lucio Manlio Vulsone Longo, console nel 256 e 250 a.C.;
- Lucio Manlio Vulsone, pretore nel 218 a.C.;
- Publio Manlio Vulsone, pretore del 210 a.C.;
- Publio Manlio (Vulsone?), epulone nel 196 a.C., pretore nel 195 a.C. in Spagna Citeriore, fu probabilmente espulso dal Senato da Catone il Censore per aver baciato sua moglie davanti alla figlia. Reintegrato come pretore nel 182 a.C., fu mandato in Spagna Ulteriore. dove rimase come promagistrato per due anni. Morì nel 180 a.C., di ritorno dalla provincia.[1][2][3][4][5]
- Gneo Manlio Vulsone, console nel 189 a.C.;
- Aulo Manlio Vulsone, fratello del precedente, console nel 178 a.C.;
- Lucio Manlio Acidino Fulviano, console nel 179 a.C..